# پاین‌کلیف (کلرادو)
پاین‌کلیف (به انگلیسی: Pinecliffe) یک منطقهٔ مسکونی در ایالات متحده آمریکا است که در کلرادو واقع شده‌است. پاین‌کلیف ۲٬۴۴۱ متر بالاتر از سطح دریا واقع شده‌است.